# Petr Vorobev
Petr Vorobev (ruski: Пётр И́льич Воробьё́в; latvijski: Pjotrs Vorobjovs), (rođen 1949.) je bivši sovjetski hokejaš i trenutačni (po stanju u svibnju 2007.) hokejaški trener.
U Rusiji je poznat po svom vođenju klubova "Lokomotiv" iz Jaroslavlja i "Lade" iz Toljattija. 
U sezoni 2006/07., vodio je klub "Himik Moskovskaja oblast".
Tijekom 2006. godine, dobio je poziv za mjesto glavnog trenera najbolje momčadi Latvije.